# Gymnopyge pygmaea
Gymnopyge pygmaea är en skalbaggsart som beskrevs av Linell 1895. Gymnopyge pygmaea ingår i släktet Gymnopyge och familjen Melolonthidae. Inga underarter finns listade i Catalogue of Life.